# 斯普林菲爾德 (密歇根州)
斯普林菲爾德（英語：Springfield）是一個位於美國密歇根州卡爾霍恩縣的城市。

## 人口
根據2020年美國人口普查的數據，斯普林菲爾德的面積為9.58平方千米，當中陸地面積為9.48平方千米，而水域面積為0.10平方千米。當地共有人口5292人，而人口密度為每平方千米552人。